# Leonora Duarte

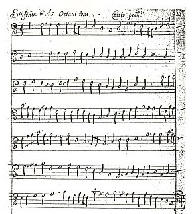
Muestra del manuscrito de la biblioteca del Christ Church de Oxford que recoge varias sinfonías de Leonora Duarte.

Leonora Duarte (Amberes, 28 de julio de 1610 - 1678) fue una compositora e intérprete musical flamenca, perteneciente a una rica familia judeoportuguesa de aficionados a la música. Escribió obras para consort de violas.

## Vida
Leonora Duarte fue hija de Gaspar Duarte (1584-1653) y de Catharina Rodrigues (1585-1644) quienes tuvieron seis hijos: Leonora (nacida en 1610), Catharina (en 1614) y Francisca (en 1619), fallecidas víctimas de la epidemia de peste que se extendió por la ciudad de Amberes en 1678; Isabella (nacida en 1620) y Gaspar (en 1616), ambos fallecidos en 1685 y, por último, Diego (nacido en 1612) que vivió hasta 1691. Los Duarte, una familia de judíos portugueses asimilados,  hicieron su fortuna comerciando con éxito joyas y, en especial, diamantes. La familia se dedicó también a la venta de obras de arte.
La residencia familiar se localizaba en el centro de Amberes en el Meir, foco de actividad musical. Destacan las visitas de Constantijn Huygens (1596-1687) y de su hijo Christiaan, que compartían con los Duarte su interés por la música, la ciencia y la literatura. Francisca Duarte, apodada el rossignol anversois (el “ruiseñor de Amberes”)  - hermana de Leonora- cantaba duetos y se acompañaba de un clave que ella misma tocaba. Durante una visita a la familia en marzo de 1663, Christiaan Huygens describió como magnífica la interpretación que hiciera Francisca después de la cena con el clave, así como una pieza musical escrita por su hermano Diego, con textos piadosos en flamenco y ritmo de zarabanda. Además de la música vocal en holandés, la familia Duarte se interesaba también por las composiciones más recientes llegadas de Italia y Francia. La casa de los Duarte parece ser que constituía un lugar de encuentro de los estilos europeos. Al morir en 1691 sin sucesión Diego Duarte, el último miembro de la familia, quedó tan solo un pariente para ejecutar su testamento y vender los numerosos objetos artísticos de su hogar. Así pues, con él se extinguió la familia y el parnaso musical artístico de Amberes.

### Leonora y Diego, compositores aficionados con talento
Tanto Leonora como su hermano Diego tenían suficiente talento como para cantar y tocar varios instrumentos, y sabían también componer piezas musicales. Leonora escribió para un conjunto de cinco violas en estilo jacobino tardío, una serie de siete fantasías que ella llamó Sinfonías abstractas. La biblioteca de Christ Church College de Oxford cuenta con una copia de las partituras realizada por un escriba profesional, aunque proporciona los títulos escritos a  mano por el padre de Leonora. Las piezas muestran un notable talento para ser el resultado de un pasatiempo de aficionado. Solo cabe suponer que Leonora tuvo a alguien que le enseñó composición musical, que podría ser el compositor inglés John Bull, que residió en Amberes desde 1615.
Diego Duarte probablemente recibió la misma educación musical que sus hermanas y hermanos, pero se desconoce qué instrumento interpretaba, ya que aparentemente no actuó en presencia de invitados. Sin embargo, se sabe que puso música a varios poemas de William Cavendish y a las paráfrasis de los salmos de Antoine Godeau (1673-1685), obras musicales dedicadas a Huygens. No se conserva ninguna de estas piezas, que probablemente fueron escritas para voz y bajo continuo.

## Obra
Leonora Duarte compuso varias sinfonías para conjunto de viola de gamba, se conservan en la biblioteca del Christ Church de Oxford.

## Interpretaciones
- 2008 - Birds on Fire: Jewish Music for Viols. Fretwork (Harmonia Mundi HMU907478)